# Liste der Stolpersteine in Prag-Malá Strana

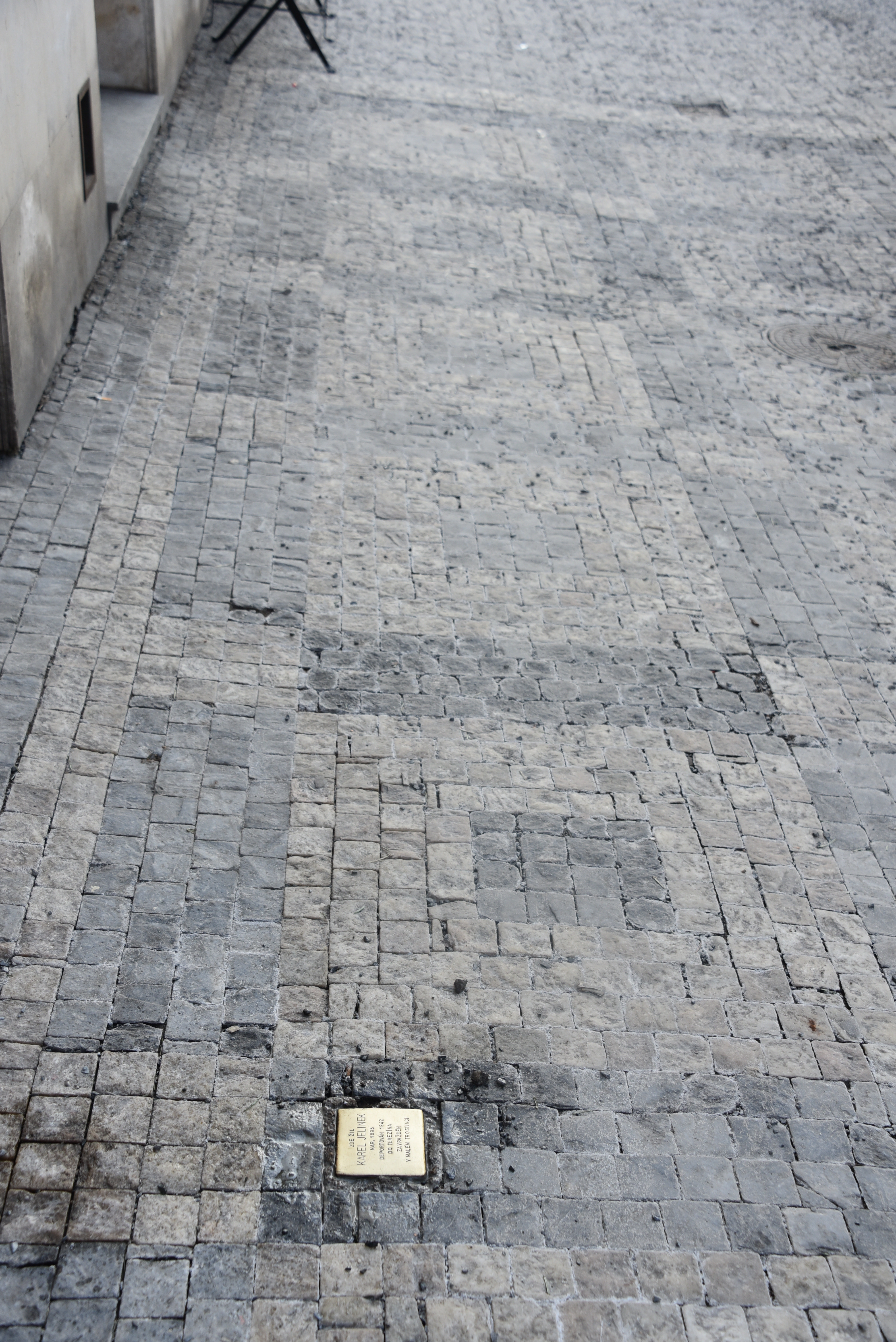
Stolperstein für Karel Jelinek

Die Liste der Stolpersteine in Prag-Malá Strana enthält die Stolpersteine, die im Prager Stadtviertel Prager Kleinseite (tschechisch: „Malá Strana“) verlegt wurden. Stolpersteine erinnern an das Schicksal der Menschen, welche von den Nationalsozialisten ermordet, deportiert, vertrieben oder in den Suizid getrieben wurden. Die Stolpersteine wurden von Gunter Demnig konzipiert und werden im Regelfall von ihm persönlich verlegt.
Das tschechische Stolpersteinprojekt Stolpersteine.cz wurde 2008 durch die Česká unie židovské mládeže (Tschechische Union jüdischer Jugend) ins Leben gerufen und stand unter der Schirmherrschaft des Prager Bürgermeisters. Die Stolpersteine liegen vor dem letzten selbstgewählten Wohnort des Opfers. Die Stolpersteine werden auf Tschechisch stolpersteine genannt, alternativ auch kameny zmizelých (Steine der Verschwundenen).
Die Tabellen sind teilweise sortierbar; die Grundsortierung erfolgt alphabetisch nach dem Familiennamen.

## Malá Strana
Im Prager Stadtviertel Malá Strana wurden folgende Stolpersteine verlegt:
| Stolperstein | Übersetzung                                                                                       | Standort             | Name, Leben |
| ------------ | ------------------------------------------------------------------------------------------------- | -------------------- | --- |
|              | HIER WOHNTE KAREL JELINEK JG. 1895 DEPORTIERT 1942 NACH THERESIENSTADT ERMORDET IN MALY TROSTINEC | Zborovská 84/60 ·    | Karel Jelinek wurde am 12. August 1895 in Wien als Karl Jelinek geboren. Er war Schneider und verheiratet mit Margarete Jelinek, geborene Winternitzová. Das Paar hatte eine Tochter namens Hana, geboren am 1. August 1922. 1934 wurde Karel Jelinek Vater eines Sohnes (Otto Musil). 1940 wurde gegen ihn, seine Frau und die Eltern seiner Frau Anzeige erstattet, da sie eine „betrügerische jüdische Bande“ seien. Daraus ging hervor, dass Karel Jelinek von seiner Frau getrennt lebte. Margarete Jelinek lebte mit ihren Eltern an einer anderen Prager Adresse zur Untermiete. 1941 wurde ihm ein positives Leumundszeugnis ausgestellt, er plante eine Auswanderung. Seine letzte Adresse vor der Deportation war die Matyáše Brauna 60 (heute Zborovská 84/60) in Prag. Am 10. Oktober 1942 wurde Karel Jelinek mit dem Transport Ba von Prag ins KZ Theresienstadt deportiert. Seine Transportnummer war die 135 von 1474. Am 8. September 1942 wurde er mit dem Transport Bk ins Vernichtungslager Maly Trostinez deportiert. Seine Nummer auf dem Transport war die 193 von 1000. Karel Jelinek wurde vom Nazi-Regime ermordet. Tochter Hana Jelinková wurde im Juli 1942 zusammen mit ihrer Mutter deportiert, erst nach Theresienstadt und dann noch im selben Monat ins Vernichtungslager Maly Trostinez (wieder zusammen mit ihrer Mutter). Dort wurden beide ermordet. Karel Jelineks Sohn Otto Musil, der bei der Deportation seines Vaters acht Jahre alt war, war bei der Verlegung des Stolpersteins 2011 anwesend und berichtete, dass die Familie von seinem Vater nichts mehr gehört hatte und ihm erst 2010 durch die Jüdische Gemeinde bekannt gemacht wurde, was mit seinem Vater passierte. Otto Jelinek wurde selber Vater und auch Großvater. Er lebt mit seiner Familie in Prag. |
|              | HIER WOHNTE ARTUR LASCH JG. 1881 DEPORTIERT 1942 NACH THERESIENSTADT ERMORDET IN AUSCHWITZ        | Thunovská 197/17 ·   | Artur Lasch wurde am 29. Mai 1881 in Česká Lípa geboren. Seine Eltern waren Salomon Lasch und Laura geb. Grabová. Er hatte eine Schwester und drei Halbgeschwister aus einer früheren Ehe seines Vaters. Er studierte Rechtswissenschaften, wurde Anwalt und heiratete Antonie (geb. 1891). Seine letzte Adresse vor der Deportation war die Thunovská 17 in Prag. Am 30. Januar 1942 wurde er mit dem Transport V von Prag ins KZ Theresienstadt deportiert. Seine Transportnummer war die 124 von 1002. Am 6. September 1943 wurde er mit dem Transport Dl ins Konzentrationslager Auschwitz deportiert. Seine Transportnummer war die 1190 von 2484. Artur Lasch wurde vom NS-Regime ermordet. Sein Halbbruder Rudolf Lasch (1879–1942) wurde in der Kleinen Festung Theresienstadt ermordet. Seine Schwester Hermína (geb. 1884) und deren Ehemann Hugo Slonitz (geb. 1873) wurden im Oktober 1944 in das Konzentrationslager Auschwitz deportiert und ebenfalls ermordet. |
|              | HIER WOHNTE DR. JUR. PŘEMYSL ŠÁMAL JG. 1867 VERHAFTET 1940 ERMORDET 9.3.1941 IN BERLIN            | Karmelitská 382/14 · | Přemysl Šámal wurde am 4. Oktober 1867 in Prag geboren. Er studierte Jura an der Karls-Universität. Er wurde ein aktives Mitglied und Vorsitzender der Česká strana pokroková (Tschechische Fortschrittspartei) und einer der Gründer und später Führer der antiösterreichischen Widerstandsorganisation Maffie. Nach dem 15. März 1939 war er der Kopf der illegalen Widerstandsgruppe Politické ústředí. Am 26. Januar 1940 wurde er von der Gestapo verhaftet, vier Monate lang in verschiedenen Gefängnissen verhört und schließlich ins UntersuchungsGefängnis Moabit in Berlin überführt. Wegen seines kritischen Gesundheitszustands wurde er in ein privates Sanatorium entlassen, aber sein Gesundheitszustand war bereits so schlecht, dass er am 9. März 1941 in Berlin starb. Sein Sohn Jaromír Šámal, ein Professor für Insektenkunde, der ebenfalls in der Widerstandsbewegung tätig war, wurde während der Verhaftungswelle nach dem Attentat auf Heydrich verhaftet und hingerichtet, dessen Ehefrau Milada Šámalová wurde in das KZ Auschwitz deportiert und deren zwei Kinder zur Umerziehung nach Deutschland geschickt. |

## Verlegedaten
Die Stolpersteine in Prag-Malá Strana wurden von Gunter Demnig persönlich an folgenden Tagen verlegt:
- 13. Juni 2011: Zborovská 84/60[11]
- 28. Oktober 2012: Thunovská 197/17[12]
- 21. Juli 2013: Karmelitská 382/14[13]